# グレース・ケリーのウェディングドレス
1956年4月19日、モナコ公レーニエ三世との結婚式でアメリカ合衆国の女優、グレース・ケリーが着ていたウェディングドレスは、歴史上最も上品で印象深いウェディングドレス、さらに20世紀中頃以来最も有名なドレスの1つであると言われている。ある著者はこのドレスの人気に触れ、主に「ケリーのポードソアとレースの傑作」を真似ようと努力する女性に与えた大きな影響について言及している。このドレスはメトロ・ゴールドウィン・メイヤー（MGM）のスタジオ専属衣装デザイナーヘレン・ローズによってデザインされた。このドレスは袖の無い下着とアンダースカートがついたボディスから成り立っていた。2枚ペティコートがついており、1枚は付属のファウンデーションとなる部分であった。ケリーの結婚式の衣装には、付属物として頭飾り、ヴェール、靴、ケリーが側廊を歩く際に持って行ったレースとパールで覆われた祈祷書が含まれていた。 結婚式の50周年記念を祝うために、フィラデルフィア美術館（現在このドレスを所有している）は2006年4月1日から5月21日までの間、ドレスを美術館で展示し、おそらくそれは最も人気の展示物であったと発表した。
50数年経った今なお、そのドレスは影響力を持っている。プリンセス・オブ・ウェールズ・キャサリンが2011年4月29日に着用したウェディングドレスはこのドレスの影響を受けたと言われている。

## デザイン
ケリーの結婚には2つの別の役目があった。1つ目は民事婚、2つ目は宗教的儀式を伴う宗教婚であり、式は連続した日に開催された。 
デザイナー
パラマウント映画の専属衣装デザイナーとして『裏窓』『喝采』『トコリの橋』『泥棒成金』の4作品でケリーの衣装を担当したこともあったイーディス・ヘッドはケリーとは親しい友人であったため、ウェディングドレスのデザインを頼まれるのは当然だと思っていた。しかし、その代わりにMGMの衣装部門の衣装デザイナーであるヘレン・ローズが選ばれた。このドレスはMGMのスタジオからケリーへのウェディングプレゼントだった。
民事婚
民事婚は1956年4月18日に宮殿のバロック様式の謁見室で開催されたが、この機会のためにケリーが着用したそのドレスはタフタで作られ、薄いピンク色で、クリーム色のアランソンレースで覆われており、「高さがある丸襟とフレアのついたスカートを備えたフィットボディス」がデザインされていた。さらにケリーはキッド革の手袋とジュリエットキャップを着用した。法的民事式典のためのドレスはヘレン・ローズがデザインしたもので、ローズはメインの宗教上の式典のためのガウンもデザインしている 。モナコの民法に従って24の国の代表者を含む80人の招待客の中で法的な挙式が行われ、モナコの法務大臣であるマルセル・ポルタニエによって執り行われた。
宗教婚
ケリーとレーニエ三世の公式の宗教上の結婚式は1956年4月19日に聖ニコライ教会で行われた。荘厳ミサはモナコの司教が執り行った。花嫁は上品なウェディングドレスを着用していた。ハイネックで、ぴったりとした胴体と波状のスカートを備えた長袖ガウンであった。グレース・ケリーはこのドレスのデザインを考案するために、ヘレン・ローズと密接に協力し、この2人の女性はインスピレーションを得るためにMGMの記録保管所の衣装に目を向けた。
3フィート (0.91m) もあるウェディングドレスのトレーンは「豪華なレッドカーペットの間で泡立てたクリームの川のような流れ」だと描写された。ケリーが着用していたジュリエットキャップはシードパールとオレンジの花が宝石のように散りばめられていた。チュールで作られたヴェールは90ヤードの長さであった。他の結婚式の装飾品として、小さな聖書とスズランの花束が含まれていた。ドレスの材料費と製造費はデザイナーの費用を除いて、7266.68ドルと示された。
付き添い
ケリーの姉であるペギーは花嫁介添役であった。結婚式の付き添いは「プリシラ・オブ・ボストン」によって作られた黄色のオーガンジードレスを着た、6人の花嫁付添人から成っていた。さらに、白色の衣装を着た6人（4人の女子と2人の男子）の子供の付き人もいた。

## 後世の評価と影響
2006年4月1日、フィラデルフィア美術館は「王妃にふさわしく：グレース・ケリーのウェディングドレス」と題する展覧会を開催し、2006年5月21日まで続いた。展示会は結婚式の50周年記念のためであった。
ケリーの1956年のウェディングガウンは、キャサリン・ミドルトンのロイヤルウェディングドレスと著しく似ているという理由で、最近になって称賛されている。V字の首元や長さ、白色のレースの袖が特に言及される。
ケリーのドレスに着想を得た例としては、2017年エヴァン・シュピーゲルとの結婚式でミランダ・カーが着用したウェディングドレスが挙げられる。このドレスはヨーロッパのクリスチャン・ディオールのマリア・ グラツィア・キウリがデザインした。